# Mein Gott, hilf mir, diese tödliche Liebe zu überleben

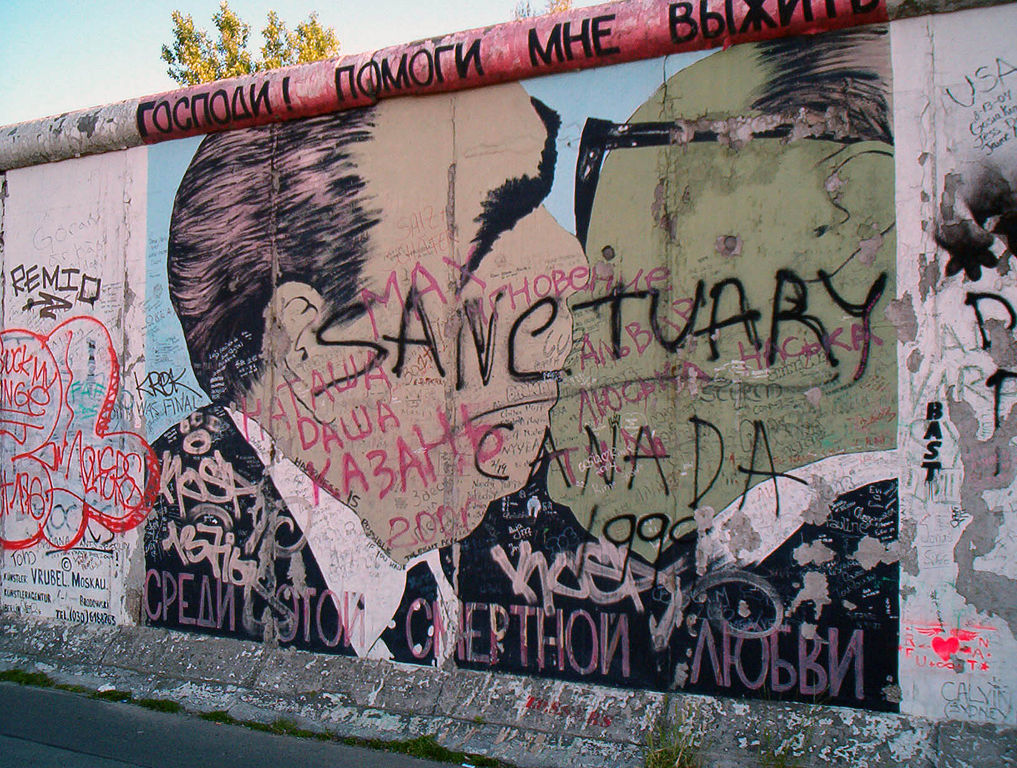
Zustand 2005, vor der Restaurierung

Mein Gott, hilf mir, diese tödliche Liebe zu überleben (russisch Господи! Помоги мне выжить среди этой смертной любви Gospodi! Pomogi mne vyschit sredi etoi smertnoi ljubwi, wörtlich: Mein Gott! Hilf mir inmitten dieser tödlichen Liebe zu überleben), manchmal auch als Der Bruderkuss oder Bruderkussgemälde bezeichnet, ist ein Graffiti von Dmitri Wrubel und Teil der East Side Gallery in Berlin. Es gehört zu den bekanntesten Gemälden an der Berliner Mauer. Das 1990 entstandene Kunstwerk zeigt Leonid Breschnew und Erich Honecker beim Bruderkuss und ist die Reproduktion einer Fotografie von 1979, aufgenommen während der Feierlichkeiten zum 30. Jahrestag der Gründung der DDR.

## Die Fotografie
Die Fotografie der berühmten Umarmung wurde von Régis Bossu (* 1944) am 7. Oktober 1979 in Ost-Berlin aufgenommen und vielfach veröffentlicht. Breschnew war zu Besuch in der DDR, um das dreißigjährige Bestehen seiner sozialistischen Nation zu feiern. Am 5. Oktober hatten die DDR und die Sowjetunion einen Zehnjahresvertrag der gegenseitigen Unterstützung unterzeichnet. Danach sollte die DDR Schiffe, Maschinenanlagen und Chemikalien liefern, die Sowjetunion würde das Land dafür mit Öl und Nuklearstoffen versorgen. Dieser Vertrag wurde durch das Treffen der Politiker und den Kuss nochmals besiegelt.
Der Pressefotograf Bossu fotografierte den Mundkuss, nachdem Leonid Breschnew seine Rede zum 30. Jahrestag der DDR beendet hatte: Breschnew nahm seine Brille ab, streckte seine Arme aus und schürzte die Lippen. Daraufhin neigten er und Honecker die Köpfe etwas zur Seite, wobei die Nackenhaut über Breschnews Kragen Falten warf. Zärtlich ineinander verschlungen drückten die beiden grauen und faltigen Männer ihre Lippen aufeinander und hielten dabei die Augen innig geschlossen, um sich ganz dem Moment hinzugeben. Später wurde das Foto von der französischen Fotoagentur unter dem Namen, „Le Baiser“, der Kuss, an Redaktionen verschickt.
Die Rechte an der Fotografie liegen augenblicklich bei Corbis.

## Das Gemälde
Elf Jahre nach Veröffentlichung wurde das legendäre Kussfoto Bossus für den Moskauer Maler Dmitri Wrubel zum Symbol für sein privates Liebesleid: weil er sich damals zwischen zwei Frauen entscheiden musste, untertitelte er sein Mauer-Kunstwerk mit: „Mein Gott, hilf mir, diese tödliche Liebe zu überleben“, nachdem er das Bild als Graffito im Frühjahr 1990, kurz nach der Maueröffnung in Berlin und wenige Monate vor der Deutschen Wiedervereinigung, auf die Berliner Mauer gemalt hatte. Honeckers Hautfarbe wirkte auf dem Mauer-Gemälde grünlich und Breschnews Teint babyrosa. Zusammen mit anderen Werken in diesem Abschnitt, blieb das Bild nach dem Fall der Mauer als Teil der East Side Gallery erhalten. Dieser 1,3 Kilometer lange und von 118 Künstlern aus 21 Ländern bemalte Mauerabschnitt wurde im Laufe der Jahre durch Vandalismus und Verwitterung so stark beschädigt, dass die Galerie 2009 schließlich komplett saniert wurde. Dafür wurden die Gemälde ab März 2009 vollständig entfernt und die ursprünglichen Künstler gebeten, sie erneut zu malen, diesmal mit beständigeren Farben. Wrubel nahm den Auftrag an und spendete die ausgeschriebenen 3000 Euro Entgelt einem sozialen Kunstprojekt in Marzahn.
Der Fotograf Bossu und Wrubel trafen sich 2009 und ließen sich am 16. Juni vor dem fertig restaurierten Werk fotografieren.
Von den 106 Gemälden der East Side Gallery ist der Bruderkuss das berühmteste. Es erlangte Kultstatus und ist auf zahlreichen Artikeln zum Kauf erhältlich, etwa auf T-Shirts und Minikleidern. Der Schauspieler Bruno Eyron vertreibt unter der Marke „Bruderkuss“ Bier und Gin mit Abbildungen des Gemäldes.

## Rezeption

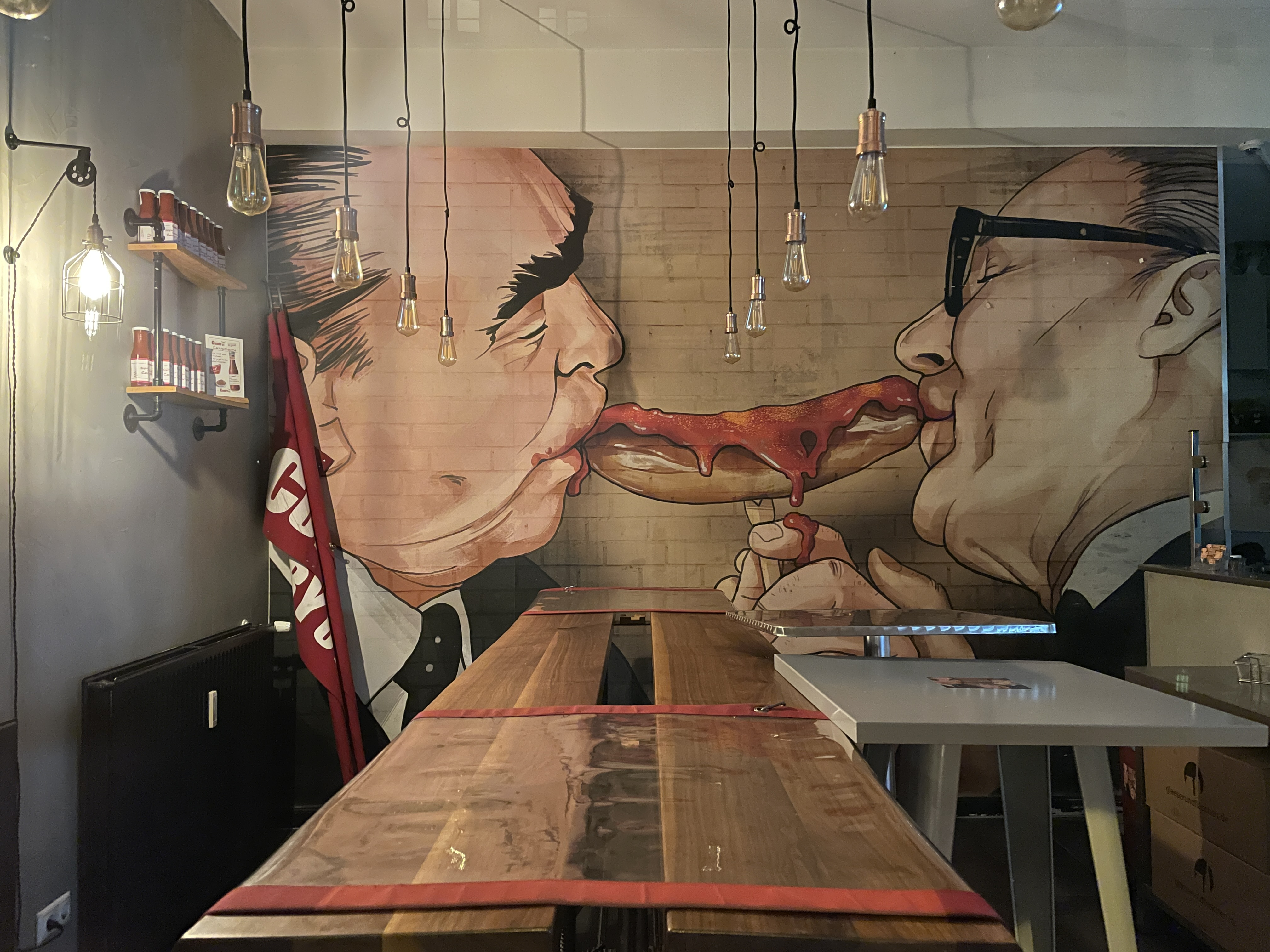
Wandgemälde eines Berliner Currywurst-Restaurants mit einer zwischen die Münder von Breschnew und Honecker eingefügten Bratwurst (2022)

- Mein Gott, hilf mir, diese tödliche Liebe zu überleben ist zu einem bekannten Graffiti-Werk an der Berliner Mauer geworden.[12][13] Anthony Read und David Fisher beschreiben das Gemälde als „außergewöhnlich eklatant, mit scharfen satirischen Nuancen“.[14]
- In der Kurzgeschichte Ein Bild von einem Kuss vergleicht der Autor Reinhard Wegerth das Werk mit dem Gemälde Der Kuss von Gustav Klimt, erschienen im Buch Als es geschah.

## Adaptionen (Auswahl)
- Make Everything Great Again: Wandbild in Vilnius mit Bruderkuss von Russlands Staatschef Putin und Donald Trump, Abwandlung des Wahlkampf-Slogans „Make America Great Again“